# گالیپولی

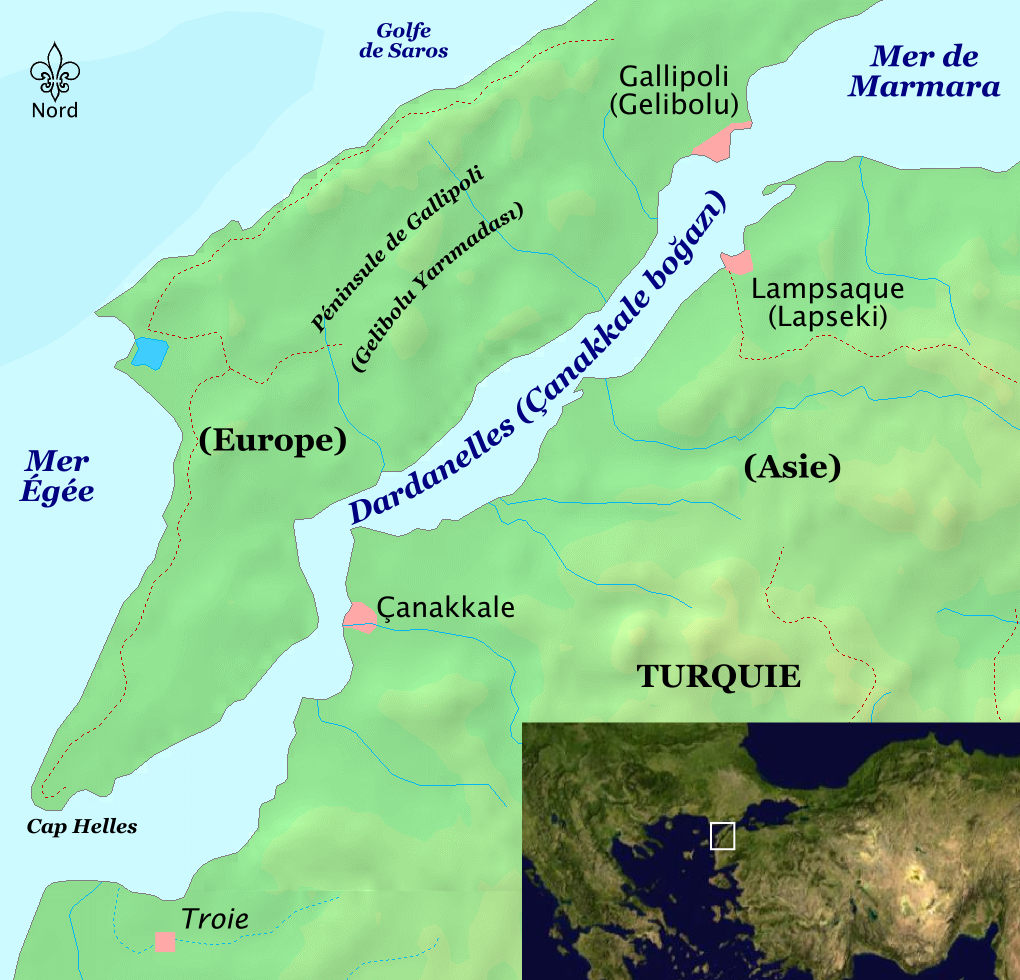
تصویر ماهواره ای و گرافیکی از موقیت مکانی جزیره گالیپولی

گالیپولی (ترکی استانبولی: گلیبولو Yarımadası) نام شبه جزیرهای واقع در تراکیه شرقی است. گالیپولی از لغت یونانی (به یونانی: Καλλίπολις) به معنای شهر زیبا ریشه گرفته‌است.